# هاوکر سیدلی پی.۱۳۹بی
هاوکر سیدلی پی. ۱۳۹بی (به انگلیسی: Hawker Siddeley P.139B) یک هواپیمای ساختِ کارخانهٔ هاوکر سیدلی در کشور بریتانیا است. نخستین استفاده‌کنندهٔ این هواپیما نیروی دریایی پادشاهی بریتانیا بوده‌است.